# Борисенко, Иван Григорьевич
Иван Григорьевич Борисенко (11 ноября 1911 года  — умер до 1985 года,  СССР) — советский военачальник, полковник, участник Великой Отечественной войны. Является одним из пяти человек, трижды награждённых орденом Александра Невского.

## Биография
Из украинской крестьянской семьи. С малых лет работал в колхозе. С 1933 на службе в рядах Красной армии, до 1935 служил в артиллерийских частях. курсант, закончил полковую школу младших командиров, по окончании которой поступил в военно-артиллерийское училище. Член ВКП(б).
С первых дней войны на фронте, воевал на Западном фронте под Смоленском и на подступах к Москве, затем находился на передовой на Брянском, Юго-Западном и Воронежском фронтах. Был командиром дивизиона 76-милиметровых орудий в 99-м гвардейском артиллерийском полку 47-й гвардейской стрелковой дивизии 5-й танковой армии. В октябре 1942 года артиллерийский полк в срочном порядке по железной дороге скрытно перебросили с Брянского фронта под Сталинград.
С 1943 командир 536-го истребительно-противотанкового артиллерийского полка 11-й гвардейской армии 3-го Белорусского фронта. Затем командовал 14-й отдельной истребительно-противотанковой артиллерийской бригадой.

Как отмечает  В. Дуров  
Не менее 46 офицеров Красной армии были отмечены орденом Александра Невского дважды, а командир 536-го истребительного противотанкового артиллерийского полка подполковник Иван Григорьевич Борисенко получил три ордена, носящих имя этого великого полководца, все три — в 1945-м, за бои в Германии.
О том, что Борисенко был трижды удостоен этой высокой награды  пишет В. В. Бондаренко. С. А. Экштут говорит об И. Г. Борисенко как об офицере, наиболее известном среди многократных кавалеров ордена Александра Невского .

## Звания
- рядовой (1933);
- капитан;
- майор;
- подполковник;
- полковник.

## Награды
- орден Красного Знамени (06.09.1944[9])
- три ордена Александра Невского (04.05.1945[10], 25.05.1945[11], 04.06.1945[12])
- орден Отечественной войны I степени (10.03.1943)[13]
- медали в том числе:
  - «За боевые заслуги» (03.11.1944)[14]
  - «За оборону Москвы» (1944)
  - «За победу над Германией в Великой Отечественной войне 1941—1945 гг.» (1945)
  - «За взятие Кенигсберга» (1945)